# L'Empereur romain, un mortel parmi les dieux
L'Empereur romain, un mortel parmi les dieux est une exposition sur le culte impérial dans la Rome antique qui se déroule du 13 mai 2021 au 19 septembre 2021 au musée de la Romanité de Nîmes.
À travers 150 œuvres (statues, monnaies, bas-reliefs...) l'exposition retrace les origines du culte impérial.

## Préparation
Cette exposition temporaire était initialement prévue du 12 juin au 20 septembre 2020 mais repoussée en raison de la crise sanitaire malgré la réouverture du Musée le 15 juin 2020 à la suite du premier confinement,.

## Thème de l'exposition
Dans la Rome antique, politique et religion sont indissociables et l’empereur apparaît comme un intermédiaire privilégié entre les hommes et les dieux. En tant que responsable public, il garantit l’accomplissement des rites religieux destinés à maintenir la « pax deorum » (« paix des dieux »), c’est-à-dire la bienveillance des dieux envers la cité, gage de prospérité pour tous ses habitants.

## Auguste, la naissance du premier empereur romain
Auguste, le premier empereur romain, fonde en partie son pouvoir sur des bases religieuses : les honneurs qui lui sont décernés tout au long de sa longue carrière politique contribuent à construire une aura divine autour de sa personne, l’élevant au-dessus du commun des mortels. A Nîmes, il subsiste deux édifices religieux dynastiques datés de son règne : la Maison Carrée, et l’Augusteum du site de la Fontaine.
Auguste s'impose comme le sauveur de la Patrie en ramenant la paix à Rome après une guerre civile de plus de 10 ans, déclenchée par l'assassinat de Jules César. À l'origine nommé Octavien ou Octave, il reçoit le titre d'Auguste, accordé par le Sénat le 16 janvier 27 avant J.-C. Le titre d'Auguste ou Augustus, qu’on peut traduire par "le Vénérable", possède une dimension religieuse et sacralisante.
Il va fusionner les hommages qui lui sont rendus avec le culte classique. Il a néanmoins l’habileté de ne jamais se prendre pour un égal de Jupiter, ce qui serait contraire à la religion romaine. Toute la subtilité de l’exercice consiste donc à acquérir un caractère divin sans être dieu pour autant : divus mais jamais deus.

## Une exposition réalisée avec la collaboration du musée du Louvre
149 œuvres sont exposées, dont 30 spécialement prêtées par le Musée du Louvre. Un grand nombre d’œuvres appartenant aux collections du musée de la Romanité, pour une large part jamais présentées jusqu’alors au public, ont été restaurées pour l’occasion.
L'exposition est labelisée « Exposition d’intérêt national » par le ministère de la Culture.